# Josef Steinböck (Musiker)
Josef Steinböck (* 1967 in Tulln, Niederösterreich) ist ein österreichischer Musiker.
Nach der Matura an der Handelsakademie in Tulln studierte er Basstuba an der Universität für Musik und darstellende Kunst Wien bei Nikolaus Schafferer.
Er ist Professor für Tuba und Blechbläserensemble an der Hochschule für Musik in München und Tubist des Mozarteumorchesters in Salzburg.